# Ignacio Zuloaga

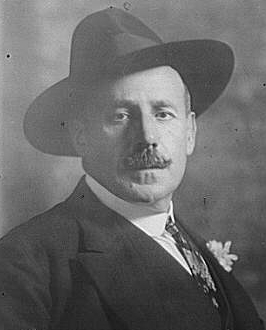
Ignacio Zuloaga

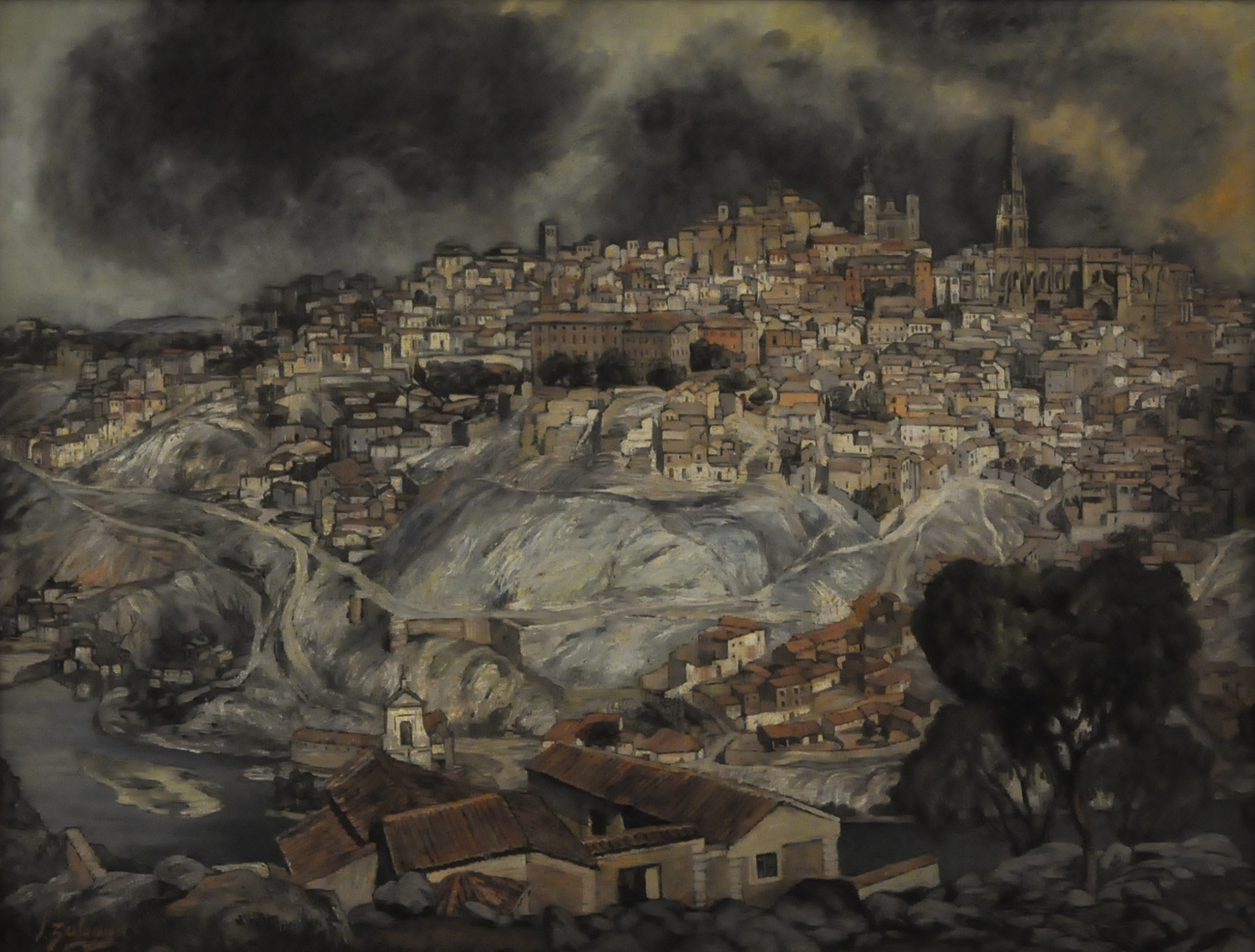
Gezicht op Toledo van Ignacio Zuloaga

Ignacio Zuloaga y Zabaleta (Eibar, 26 juli 1870 - Madrid, 31 oktober 1945) was een Spaans kunstschilder. Hij was de zoon van een metaalbewerker en damascener Plácido Zuloaga en kleinzoon van de directeur van het koninklijk arsenaal in Madrid.

## Levensloop
Tijdens zijn jeugd tekende en werkte hij in het atelier van zijn vader. Hij werd opgevoed door de jezuïeten in Frankrijk. Zijn vader zag een loopbaan als architect voor zijn zoon in het verschiet en stuurde hem naar Rome. Ignacio Zuluaga volgde zijn eigen impuls die hem naar de schilderkunst leidde. Na zes maanden maakte hij een werk dat werd getoond in de Parijse salon van 1890. Hij studeerde verder in Parijs waar zijn stijl werd beïnvloed door Paul Gauguin en Henri de Toulouse-Lautrec. Na zijn terugkeer in eigen land vond hij zijn definitieve stijl.
Op het einde van zijn leven woonde Zuloaga in Toledo.

## Werk

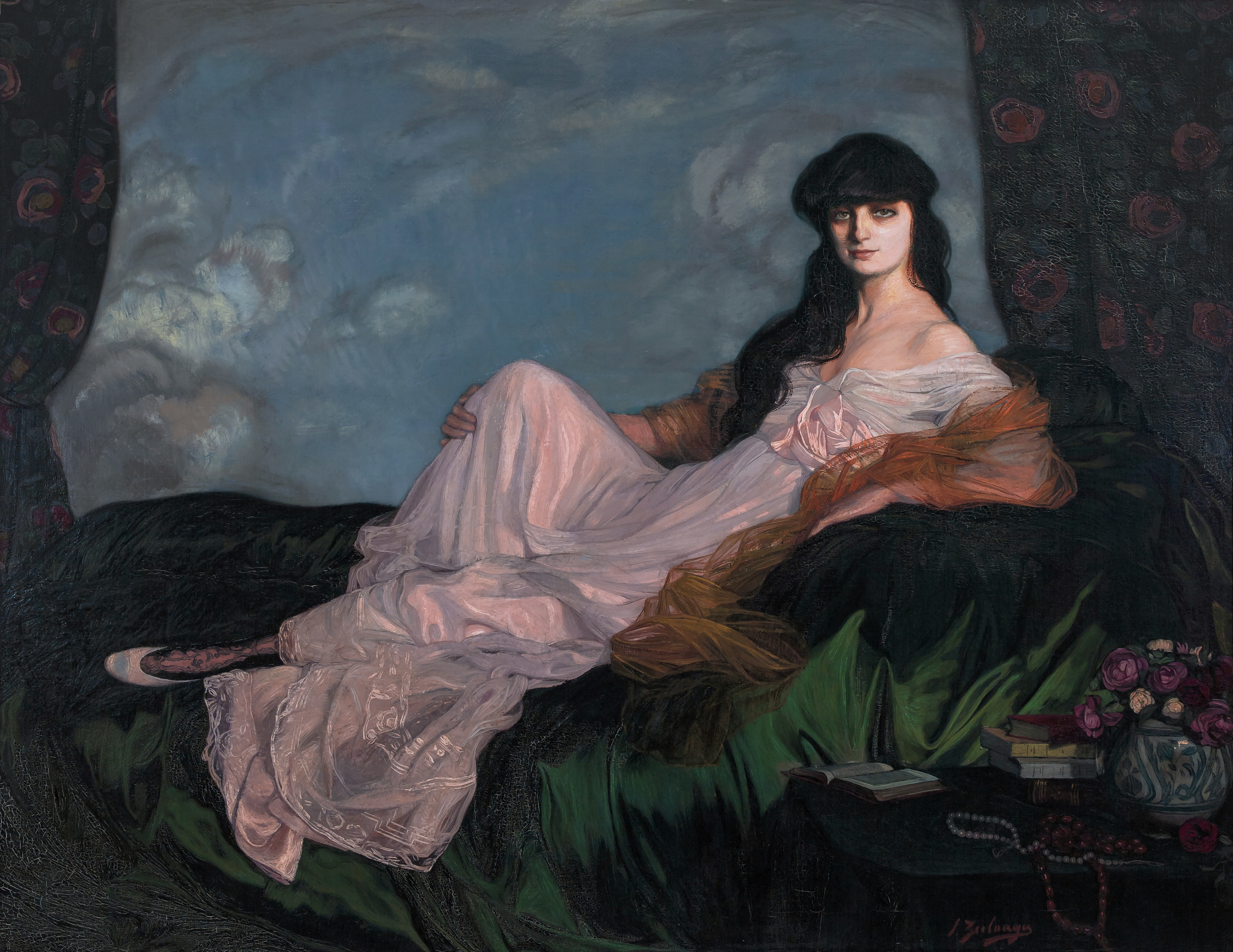
Anna de Noailles, 1913

De stijl van Zuloaga was gebaseerd op de Spaanse traditie van schilders zoals Diego Velázquez, Francisco Zurbarán, El Greco, en Francisco Goya. Zuloaga schilderde bij voorkeur typen uit het Spaanse volksleven. Zijn stijl was stevig, soms ruw en decoratief. Zijn schilderijen zijn bont en zwaar van kleur. Zijn composities hebben een zekere magistrale grootheid.
Zuloage werd het eerst in Parijs erkend als groot kunstenaar, en later in Brussel en andere centra van Europese kunst. Spanje was traag bij het aanvaarden van de kwaliteiten van de jonge kunstenaar. Hij werd beschouwd als de verjonger van de Spaanse kunst en de leider van een school. Zijn werken zijn nu in veel galerijen in Europa terug te vinden.
Een bekend werk van hem is een zelfportret. Ook schilderde hij portretten van Daniel Zuloaga en zijn dochters. Andere werken zijn: De dwerg van Eibar, De ruïnen van Somorostro, De optocht van het stierengevecht, Zigeuners in Andalusië, Een interessant gezegde en De avond vóór het feest.

## Trivia
Op een van zijn laatste levensdagen, toen hij al terminaal ziek was, ging hij dineren met drie vrienden: de stierenvechter Domingo Ortega, de beeldhouwer Juan Cristóbal González en Fernando Guitarte.